# The Great American Songbook (альбом Кармен Макрей)
The Great American Songbook — двойной концертный альбом американской певицы Кармен Макрей 1972 года, записанный в сопровождении джазового квартета, включающего Джо Пасса и Джимми Роулза. Макрей была большим поклонником Роулза и описала его в примечаниях к альбому как «парня, с которым каждая певица в здравом уме хотела бы поработать». На альбоме представлена юмористическая песня Роулза «Баллада о Телониусе Монке».

## Отзывы критиков
| Оценки критиков                            | Оценки критиков |
| Источник                                   | Оценка          |
| ------------------------------------------ | --------------- |
| AllMusic                                   | [ 3 ]           |
| Encyclopedia of Popular Music              | [ 4 ]           |
| The Penguin Guide to Jazz                  | [ 5 ]           |
| The Rolling Stone Jazz Record Guide        | [ 6 ]           |
| The Rolling Stone Jazz & Blues Album Guide | [ 7 ]           |

Рецензируя альбом для AllMusic, Скотт Яноу написал, что «Макрей получила редкую по тем временам возможность записать живой, спонтанный, ориентированный на джаз сет. Похоже, она с большим энтузиазмом относится как к своему аккомпанементу, так и к сильному репертуару». Фил Гарланд, комментируя альбом для журнала Ebony, написал, что «это одна из лучших записей Макрей в годах… её подшучивание между песнями отражает всё остроумие зрелой женщины, рассказывающей о том, как добиться успеха в любой ситуации». Гарланд описал «If the Moon Turns Green» и «I Thought About You» как «шедевры изящества и фразировки». Журнал Billboard назвал альбом «сенсационным выступлением», а также, что «…леди прекрасна, предоставляя свои собственные интерпретации и великолепный стиль удачливым композиторам и лирикам». В рецензии Record World назвали этот альбом замечательным концертным произведением, которое легко можно назвать кроссовером поп-музыки и джаза Рецензент журнала Stereo Review Рекс Рид написал: «Макрей демонстрирует растопленный шоколад в её великолепном голосе, расслабленном в невозмутимой обстановке, дополняя песни не менее тридцати девяти величайших композиторов и авторов текстов популярной музыки — артистов с самыми разными взглядами и музыкальными стилями. Это впечатляющий трибьют. Обстановка идеальна. Подход теплый и интимный. Я никогда не слышал Кармен лучше, чем в пронзительной песне Леона Рассела „A Song for You“. И я никогда не слышал Кармен смешнее, чем в её модном вступлении к балладе о Телониусе Монке, утонченная дань уважения волшебнику джаза. Крутой стиль исполнения Кармен Макрей собственной персоной (с армией поклонников), которого, к сожалению, не хватает на большинстве её студийных сессий, просвечивает на всех четырёх замечательных сторонах этого альбома, напоминая, какая она на самом деле первоклассная актриса-певица».

## Список композиций
1. «Satin Doll» (Дюк Эллингтон, Билли Стрэйхорн, Джонни Мерсер) — 4:34
2. «At Long Last Love» (Коул Портер) — 2:26
3. «If the Moon Turns Green» (Берни Хэниген, Пол Коатес) — 4:26
4. «Day by Day» (Аксель Стордаль, Пол Уэстон, Сэмми Кан) — 2:23
5. «What Are You Doing the Rest of Your Life?» (Мишель Легран, Алан Бергман, Мэрилин Бергман) — 4:14
6. «I Only Have Eyes for You» (Гарри Уоррен, Эл Дубин) — 4:13
7. Medley: «Easy Living / Days of Wine and Roses / It’s Impossible» (Ральф Рейнджер, Лео Робин / Генри Манчини, Джонни Мерсер / Армандо Мансанеро, Сид Уэйн) — 9:45
8. «Sunday» (Честер Конн, Бенни Крюгер, Нед Миллер, Джул Стайн) — 4:25
9. «A Song for You» (Леон Расселл) — 4:34
10. «I Cried for You» (Гас Арнхейм, Эйб Лиман, Артур Фрид) — 1:50
11. «Behind the Face» (Джимми Роулз, Джимми Макхью) — 2:38
12. «The Ballad of Thelonious Monk» (Джимми Роулз, Джимми Макхью) — 3:29
13. «There’s No Such Thing as Love» (Энтони Ньюли, Иэн Фрейзер) — 5:01
14. «(They Long to Be) Close to You» (Берт Бакарак, Хэл Дэвид) — 4:38
15. «Three Little Words» (Гарри Руби, Берт Калмар) — 2:54
16. «Mr. Ugly» (Норман Мапп) — 3:35
17. «It’s Like Reaching for the Moon» (Эл Шерман, Джеральд Маркусс, Эл Льюис) — 2:53
18. «I Thought About You» (Джимми Ван Хьюзен, Джонни Мерсер) — 3:25

## Участники записи
- Кармен Макрей — вокал, фортепиано (3, 16)
- Джимм Роулз — фортепиано
- Джо Пасс — гитара
- Чак Доманико[англ.] — контрабас
- Чак Флорес[англ.] — барабаны